# Jankovac
Jankovac es una localidad de Croacia en el municipio de Sokolovac, condado de Koprivnica-Križevci.

## Geografía
Se encuentra a una altitud de 225 m s. n. m. a 95 km de la capital nacional, Zagreb.

## Demografía
En el censo 2011, el total de población de la localidad fue de 41 habitantes.
| Gráfica de población de Jankovac 1857-2011                          |
|                                                                     |
| Según los censos de población de la oficina estadística de Croacia. |